# Alfeld

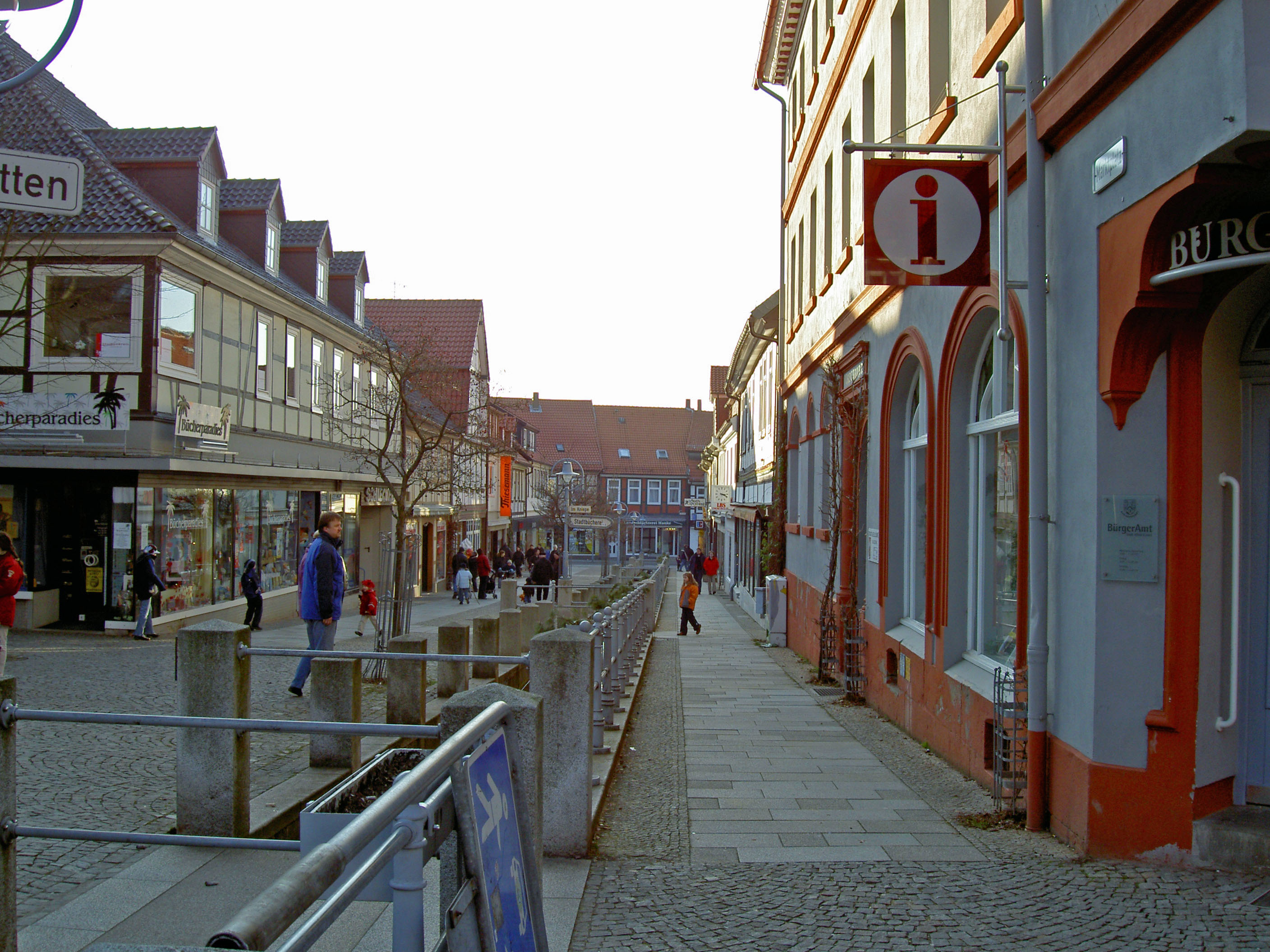
La calle Marktstrasse en Alfeld.

Alfeld es una pequeña ciudad alemana del estado federado de Baja Sajonia. Es la segunda población más grande en número de habitantes del distrito de Hildesheim, después de la ciudad de nombre homónimo y pertenece al área metropolitana de Hanóver. Este poblado se encuentra en la ribera del río Leine.  
Alfeld fue fundada en 1214. Algunas de sus puntos de referencia son el edificio del ayuntamiento, construido en 1586; la iglesia de San Nicolás y la Fillerturm, una torre medieval. 
En Alfeld se encuentra la Fábrica Fagus, cuyo conjunto arquitectónico fue declarado Patrimonio de la Humanidad por la Unesco en 2011.